# Annika Ericson
Annika Ericson, född 4 augusti 1960,  är en svensk före detta friidrottare (medeldistans) som tävlade för klubben IFK Lidingö.

## Personliga rekord
- 800 meter 2.03,79 (Stockholm 22 augusti 1987)
- 1 000 meter 2.45,89 (Stockholm 15 september 1983)
- 1 500 meter 4.11,59 (Rom 3 september 1987)
- 1 engelsk mil 4.41,74 (Malmö 8 augusti 1988)
- 2 000 meter 6.21,3 (Stockholm 2 augusti 1989)